# مجلة الحداثة
الحداثة هي دار نشر (1979م) ومجلة فصلية أكاديمية محكّمة، تصدر في لبنان منذ العام 1994 بناء على ترخيص من وزارة الاعلام (230 ت 21/9/1993). تُعنى المجلة منذ عددها الأول، بنشر الأبحاث الأكاديمية بعد عرضها على لجنة علمية متخصصة.

## البدايات
نشأت دار الحداثة للطباعة والنشر والتوزيع في العام 1979 في بيروت، ثم تبلورت فكرة نشوء مجلة الحداثة بعد اجتماعات عمل متواصلة بين رئيس تحريرها فرحان صالح وأصدقاء باحثين وأكاديميين من لبنان والعالم العربي، وقد بات عدد منهم ضمن الهيئة الاستشارية للمجلة، علمًا أن بعضهم قد فارق الحياة، وقد جرى إضافة أسماء إلى الهيئة لاحقًا، ويذكر منهم (مع حفظ الألقاب): عبدالله العلايلي، وسلام الراسي، وأحمد أبو سعد، وتوفيق الباشا، ووليد غلمية، وخليل أحمد خليل، وفردريك معتوق، ومحمد شيا، وإلهام كلاب البساط، ومفيد أبو مراد، وأكرم قانصو، وجابر عصفور، والسيد ياسين، وفليب حتي، وزاهي ناضر، وأحمد مرسي، ومحمد الجوهري، وعلياء شكري، ونبيلة إبراهيم، وعبد الحميد بورايو، ونمر سرحان... إلخ.

### العدد الأول
صدر العدد الأول من مجلة الحداثة في صيف 1994 عن دار الحداثة في بيروت بترخيص من وزارة الإعلام اللبنانية رقم 250 ت 21/9/1993. وضمت الهيئة الاستشارية الأولى للمجلة: أحمد أبو سعد، والشيخ عبد  الله العلايلي، وسلام الراسي، ود. مفيد أبو مراد، ود. وليد غلمية، وتوفيق الباشا، ود. إلهام كلاب البساط، ود. فردريك معتوق.
أما أبرز ما تضمنه فهرس المحتويات، فكان: الافتتاحية: مجلة جديدة لماذا؟ - المثل الشعبي صورة لمجتمع له أسس ومبادئ: سلام الراسي. والحداثة في الثقافة الشعبية: مفيد أبو مراد. وملف العدد: في الثقافة الشعبية المتحولة، وضم دراسات لفريدريك معتوق وفاطمة بدوي وإكرام إبراهيم وحسام طوط وسلام حلاب.
زاوية وجوه من الذاكرة: أنيس فريحة – فؤاد أفرام البستاني. وفي زاوية: الذاكرة: في الأعراس الشعبية لعصام الحوراني، والمعتقدات الخرافية الشعبية لوجيه البعيني.
في زاوية: مقابلة: لقاء مع إلياس مرقص تحت عنوان: تأسيس الفكر العربي لا تحديثه، أجراها فرحان صالح.
وفي نوافذ: قصائد للشاعرين وليم صعب وسامي نيال.
بيبلوغرافيا: المأثورات المادية ومتحف التراث الشعبي د. أكرم قانصو. وأخيرًا، زاوية: مراجعات.

## عن المجلة
تغطي المجلة الأبحاث التي تأتي من شريحة واسعة من الأكاديميين والمفكرين والكتّاب والأدباء في لبنان والعالم العربي، موضوعات تتعلق بالعلوم الإنسانية والاجتماعية والسياسية والعلمية، كذلك، موضوعات تتعلق بقضايا فكرية وتراثية وأدبية ونقدية وفنية وإعلامية...
تحوز المجلة الرقم التسلسلي المعياري الدولي: 1785-2790، وتبني علاقات متينة مع معظم مؤسسات التعليم العالي في لبنان والعالم العربي، فقد اعتمدت في غير جامعة من الجامعات، كذلك جرى الاستشهاد بالمواد المنشورة فيها، في عشرات الأبحاث الأكاديمية من رسائل علمية وأطاريح دكتوراه، كذلك في عشرات المؤلفات الفكرية والثقافية والاجتماعية والأدبية والتراثية... في لبنان والعالمين العربي والغربي، وأعدادها متواجدة في غير جامعة من جامعات أوروبية وأمريكية…

## الحداثة والحساسيات المختلفة
كان حلم مؤسس مجلة الحداثة ورئيس تحريرها فرحان صالح  أن تخلق المجلة أجواء حوار ثقافي بين الحساسيات الاجتماعية المختلفة في البلد· كأن تركز على بنية العقل الشعبي وكيفية تعامل السياسة مع البنية العقلية. ويوضح في حواره مع صحيفة الاتحاد: 
''المؤسف أن التجارب الأيديولوجية السيئة...، وضعت المناضل في درجة أرقى من المهندس والطبيب··· فاختصر المناضل المعاني كلها التي تفتحت وتمت رعايتها خلال الفترة الشهابية''.
ضمن هذا الإطار ولدت مجلة الحداثة وحلقة الحوار الرديفة· جاءت الفكرة مشابهة لـ ''الندوة اللبنانية'' التي انطلقت في العام 1946 بجهود ميشال أسمر· كان شعارها: ''فلنعمل من أجل تعمير البيت اللبناني''... مجمل النماذج المذكورة شكلت البنيان الأساس لمجلة الحداثة بغية التخلص من رواسب الحرب· ويلحظ صالح أنه: 
''خلال فترة الحرب تمترس كل طرف من الأطراف المتصارعة حول جزئيات من التراث، مبررًا عبرها مواقفه وحركته السياسية· فكان السؤال: ''هل يا ترى هذه الايديولوجيات التي عبرت عنها وضعيات سياسية تنقل الواقع؟ جاءت الإجابة: ''ثمة روابط مشتركة عند اللبنانيين، في ما خص التراث، تعمل جهات على زعزعتها· ضمن هذا الإطار سعت المجلة إلى مراجعة الوضعيات الثقافية في البلد''· 
بعد حرب تموز (يوليو) العام 2006 أصبحت المجلة أمام مرحلة وذاكرة جديدتين. وفي هذا السياق يقول صالح: 
''يصعب تجاوز فكرة أن دار الحداثة خسرت نحو خمسين ألف كتاب جراء العدوان. هنا لا بد من السؤال: إلى أي حد سينعكس ذلك على المجلة؟ يبرز السؤال بعد تراجع عدد المشتركين بشكل حاد في السنوات الأخيرة· وثمة سؤال آخر يبدو بديهيا: هل يمكننا الصمود، في حين أن كل ما يحيط بنا في البلد معاد لوجودنا؟ في ظل هذه المعطيات لابد من الاعتراف بأن الزعامات السياسية تعمل على تدمير الحياة الثقافية واقتصاد المجتمع. يصبح بعدها الزعيم المحور الوحيد الذي يلتم من حوله الناس. بناء على ذلك يجدر بنا نحن المثقفين وضع علامات استفهام حول تحكم السياسيين في الحياة الثقافية''.